# EA Chillingo
EA Chillingo est un éditeur de jeux vidéo britannique fondé en 2002 et basé à Macclesfield.

## Histoire
L'éditeur, spécialisé dans les jeux pour iOS et Android, est connu pour avoir édité deux gros succès du jeu mobile : Angry Birds et Cut the Rope.
La société est rachetée par Electronic Arts en 2010.

## Ludographie

### 2008
- 2008 : Beach Volleyball
- 2008 : Par 72 Golf
- 2008 : Beetle Lines
- 2008 : Tank Ace 1944
- 2008 : Vegas Pool Sharks
- 2008 : Dougie Moo's Aqua Antics
- 2008 : Zero Hour: Battleship Defender
- 2008 : Traffic Jam 2: Parking Puzzle
- 2008 : Totem: Tower Building Puzzle
- 2008 : Snowed In 7: White Christmas
- 2008 : Orions: Legend of Wizards
- 2008 : Zen Table Tennis

### 2009
- 2009 : Angry Birds
- 2009 : Par 3 Golf II
- 2009 : Quartz 2 Deluxe
- 2009 : Dungeon & Hero: Legend of Dragon
- 2009 : iPingpong 3D
- 2009 : Geometrix: Flatland Unbound
- 2009 : Dracula: Undead Awakening
- 2009 : The Quest
- 2009 : Earth Day
- 2009 : Marble Maze Ultra
- 2009 : Zen Bound
- 2009 : Bike or Die 2: Physics Bike Simulator
- 2009 : Sneezies
- 2009 : Sneezies: Easter Edition
- 2009 : Space Bikers
- 2009 : Vector Tanks
- 2009 : Pocket Mini Golf 2
- 2009 : Scratch 'n Win!
- 2009 : Toki Tori
- 2009 : Glide Factor
- 2009 : Graviton
- 2009 : Retour sur l'île mystérieuse
- 2009 : Squibs Arcade
- 2009 : Knights Onrush
- 2009 : Defender Chronicles: Legend of the Desert King
- 2009 : Krypton Egg
- 2009 : Zooloretto
- 2009 : Nicky Boom
- 2009 : Omar Sharif Bridge
- 2009 : Potpourrii
- 2009 : Meteor: Brick Breaker
- 2009 : Boulder Dash Vol. 1
- 2009 : circuit_strike.one
- 2009 : Touch KO
- 2009 : Minigore
- 2009 : Inkvaders
- 2009 : A Quest of Knights Onrush
- 2009 : Underground
- 2009 : Super Shock Football
- 2009 : Horror Racing
- 2009 : Arcade Reality
- 2009 : Cash Cow
- 2009 : Retour sur l'île mystérieuse 2
- 2009 : Ravensword: The Fallen King
- 2009 : L'Âge de glace 3 : Le Temps des dinosaures
- 2009 : Seed 1: Rise of Darkness
- 2009 : Speed Forge Extreme
- 2009 : Mission: Deep Sea
- 2009 : Ragdoll Legends

### 2010
- 2010 : Cut the Rope
- 2010 : Dracula 3 : La Voie du dragon
- 2010 : Guerrilla Bob
- 2010 : Cogs
- 2010 : Radio Flare Redux
- 2010 : The Hero
- 2010 : Puzzler World XL
- 2010 : QuantZ
- 2010 : Geon
- 2010 : Piyo Blocks 2
- 2010 : Sword of Fargoal Legends
- 2010 : Vampire Origins
- 2010 : BoardBox
- 2010 : Monster Mayhem
- 2010 : Chinese Chess Master
- 2010 : Dominion
- 2010 : Pirate's Treasure
- 2010 : Assault Squadron
- 2010 : Zombie Wonderland
- 2010 : Pro Zombie Soccer
- 2010 : Pro Zombie Groan
- 2010 : Parking Mania
- 2010 : Predators
- 2010 : The Jim and Frank Mysteries: The Blood River Files
- 2010 : Master of Alchemy
- 2010 : Knight's Rush
- 2010 : Lamp of Aladdin
- 2010 : Great Adventures
- 2010 : Seed 2: Vortex of War
- 2010 : Fiona's Flowers
- 2010 : Numb3rs: The Game
- 2010 : Billabong Surf Trip
- 2010 : Zombie Party
- 2010 : Wackylands Boss
- 2010 : My Kingdom
- 2010 : Civilizations Wars
- 2010 : iBomber Defense
- 2010 : Zombie Escape
- 2010 : Hooga
- 2010 : NeonBattle
- 2010 : TXT Fighter

### 2011
- 2011 : Infinity Field
- 2011 : Mummys Treasure
- 2011 : Etolis: Arena
- 2011 : Sky Combat
- 2011 : Bugs War
- 2011 : Food Processing
- 2011 : Collision Effect
- 2011 : Big Boss
- 2011 : Painkiller Purgatory
- 2011 : The Witcher: Versus
- 2011 : A.I.R Defense
- 2011 : Supremacy Wars
- 2011 : Play Kalei
- 2011 : Choo Choo Steam Trains
- 2011 : Vampire Rush
- 2011 : Spoing
- 2011 : Storm in a Teacup
- 2011 : Orions 2
- 2011 : Red Ball 3
- 2011 : Let's Jump!
- 2011 : Feed Me Oil
- 2011 : Incredible Express
- 2011 : Rocket Bunnies
- 2011 : Ewe Doodle: Keep the Sheep Alive
- 2011 : Powerslide Penguin
- 2011 : D.A.R.K
- 2011 : Pollen Count
- 2011 : Color Bandits
- 2011 : Moto eXtreme
- 2011 : Finger Shoes
- 2011 : Swords and Soldiers
- 2011 : Quiz Climber
- 2011 : Blobster
- 2011 : Dream Track Nation
- 2011 : One Man Army
- 2011 : Jet Set Go
- 2011 : Mad Wheels
- 2011 : Emberwind
- 2011 : Taco Master
- 2011 : Anomaly: Warzone Earth
- 2011 : Conan: Tower of the Elephant
- 2011 : Rogue Sky
- 2011 : Contre Jour
- 2011 : Fruit Roll
- 2011 : DrawRace 2
- 2011 : Swing the Bat
- 2011 : Gum Drop!
- 2011 : Race illegal: High Speed 3D
- 2011 : Flick Champions
- 2011 : Cowboy Guns
- 2011 : Pixel Ranger
- 2011 : Roll in the Hole
- 2011 : Office Gamebox
- 2011 : Super Crossfire
- 2011 : The Wars
- 2011 : Rope Rescue
- 2011 : Merchant Kingdom
- 2011 : Poker Pals
- 2011 : The Moogies
- 2011 : Rocket Riot
- 2011 : Extraction: Project Outbreak
- 2011 : Superman
- 2011 : McGyro
- 2011 : Shaun the Sheep: Home Sheep Home 2
- 2011 : Stretched
- 2011 : Let Me Out
- 2011 : Blobster Christmas
- 2011 : Hank Hazard
- 2011 : Mafia Rush

### 2012
- 2012 : Streetbike: Full Blast
- 2012 : Street Wrestler
- 2012 : Woody Woodpecker
- 2012 : Zombie Wonderland 2: Outta Time!
- 2012 : Order Up!! To Go
- 2012 : Greedy Penguins
- 2012 : One Epic Game
- 2012 : Spice Invaders
- 2012 : Diggin' Dogs
- 2012 : Spice Bandits
- 2012 : Toy Factory
- 2012 : Little Acorns
- 2012 : Blockolicious
- 2012 : Sticky Sheep
- 2012 : The Fancy Pants Adventures
- 2012 : iBomber Defense Pacific
- 2012 : Coco Loco
- 2012 : TwinGo!
- 2012 : Picnic Wars
- 2012 : Harry the Fairy
- 2012 : Light the Flower
- 2012 : Madcoaster
- 2012 : Rinth Island
- 2012 : CreaVures
- 2012 : Beeing
- 2012 : Aero Vacation
- 2012 : Lock 'n' Load
- 2012 : Shaun the Sheep: Fleece Lightning
- 2012 : This Could Hurt
- 2012 : Robbery Bob
- 2012 : Non Flying Soldiers
- 2012 : Tiny Plane
- 2012 : Air Mail
- 2012 : Catapult King
- 2012 : Tiny Troopers
- 2012 : Bop It! Smash
- 2012 : Eager Beaver
- 2012 : Spider Jack
- 2012 : Disco Kitten
- 2012 : The Act
- 2012 : Tanglers
- 2012 : Platoonz
- 2012 : Jar on a Bar
- 2012 : Heroes in Time
- 2012 : Knights of the Round Cable
- 2012 : Sly Fox
- 2012 : Jelly Jumpers
- 2012 : Worm vs Birds
- 2012 : Orc: Vengeance
- 2012 : Flick Champions: World Edition
- 2012 : Commando Jack
- 2012 : Funny Wood
- 2012 : Happy Squirrels
- 2012 : Chimpact
- 2012 : Critter Escape
- 2012 : Puzzle Craft
- 2012 : Roll in the Hole
- 2012 : One Tap Hero
- 2012 : Jelly Cannon Reloaded
- 2012 : The Last Driver
- 2012 : Monkey Slam
- 2012 : Cosmic Bump
- 2012 : Electric Tentacle
- 2012 : Dead Stop
- 2012 : Grow Away!
- 2012 : Snail Bob
- 2012 : E.T.: The Green Planet
- 2012 : Kumo Lumo
- 2012 : Zombie Rollers
- 2012 : Save Them All
- 2012 : Totem Runner
- 2012 : He-Man: The Most Powerful Game in the Universe
- 2012 : iBomber Attack
- 2012 : Coin Army
- 2012 : Swipe the Deck
- 2012 : Storm the Train
- 2012 : Pocket Festival
- 2012 : Max Awesome
- 2012 : Endless Road
- 2012 : Pony Trails
- 2012 : Mini Dash
- 2012 : Sky Hero
- 2012 : Word Derby
- 2012 : Nitro Chimp
- 2012 : Man in a Maze
- 2012 : Zooniverse
- 2012 : Potshot Pirates
- 2012 : Monster Truck Destruction
- 2012 : Grow Away
- 2012 : Anomaly Korea
- 2012 : Seed 3: Heroes in Time

### 2013
- 2013 : Tiny City
- 2013 : Catch the Ark
- 2013 : Swing King
- 2013 : Wake the Cat
- 2013 : Tin Man Can
- 2013 : DrawRace 2
- 2013 : Dingle Dangle
- 2013 : Pixel People
- 2013 : Be Together
- 2013 : Flick Champions Winter Sports
- 2013 : Rock Runners
- 2013 : Cyto
- 2013 : The Gods: Rebellion
- 2013 : Up In Flames
- 2013 : Fury of the Gods
- 2013 : Rolling Hero
- 2013 : Snoopy Coaster
- 2013 : Tiny Troopers 2: Special Ops
- 2013 : Dream Chaser
- 2013 : R.I.P. Rally
- 2013 : Cut the Rope: Time Travel
- 2013 : Madmonster
- 2013 : Bombcats
- 2013 : Zombie Fish Tank
- 2013 : Dead Ahead
- 2013 : Incredible Jack
- 2013 : Bridgy Jones
- 2013 : Cling Thing
- 2013 : Gloomy Hollow
- 2013 : Kamikaze Pigs
- 2013 : Iron Force
- 2013 : Happy Dinos
- 2013 : Abyss Attack
- 2013 : Perfect Kick
- 2013 : The Impossible Line
- 2013 : Max Steel
- 2013 : Rooms of Memory
- 2013 : Dodge This!'
- 2013 : Cat on a Diet
- 2013 : Hills of Glory 3D
- 2013 : Steampunk Tower
- 2013 : Mega Dead Pixel
- 2013 : Fright Heights
- 2013 : Anomaly 2
- 2013 : Striker Soccer 2
- 2013 : Beetle Breaker
- 2013 : Let Me Loose
- 2013 : Icycle: On Thin Ice
- 2013 : Zya
- 2013 : Fightback

### 2014
- 2014 : Feed Me Oil 2
- 2014 : Hot Wheels : Meilleur pilote mondial
- 2014 : simian.interface
- 2014 : Bloodstroke
- 2014 : Modern Command
- 2014 : Another Case Solved
- 2014 : Duck Destroyer
- 2014 : Tanglers Blitz
- 2014 : Tiny City
- 2014 : Scuba Diver Adventures: Beyond the Depths
- 2014 : Order Up!! Fast Food
- 2014 : Bill Killem
- 2014 : Are You a Dodo?
- 2014 : Zombie High Dive
- 2014 : Tiny Troopers: Alliance
- 2014 : Anomaly Defenders
- 2014 : Find the Line
- 2014 : Rescue Quest

### 2015
- 2015 : Hero Pop
- 2015 : Raids of Glory
- 2015 : Eggmaster
- 2015 : Exit Strategy
- 2015 : The Hardest Flight
- 2015 : Switch & Drop
- 2015 : Super Soccer Club
- 2015 : Mega Drift
- 2015 : The Top Spot
- 2015 : Robbery Bob 2: Double Trouble
- 2015 : Power Ping Pong
- 2015 : Puzzle Craft 2
- 2015 : Battle Decks
- 2015 : Battle Copters
- 2015 : Headshot Heroes

### 2016
- 2016 : Go Rally
- 2016 : One Tap Tennis
- 2016 : Micro Machines
- 2016 : Vertigo Racing

### 2017
- 2017 : WarFriends